# Adraén
Adraén, o Adrahent, és un nucli del municipi de la Vansa i Fórnols, a l'Alt Urgell, a la vall de la Vansa. A 1.434 metres d'altitud és el poble més alt de la vall del riu de la Vansa i actualment té 16 habitants. Es troba a la capçalera del riu de Bona, en un coll, sota el cap de la Fesa, el cim més occidental de la Serra del Cadí.
Al poble hi havia hagut el castell d'Adraén, cap d'una batllia del vescomtat de Castellbò, dins el quarter de Castellciutat. Encara s'hi pot trobar l'església de Sant Martí.
La població d'Adraén (Addragigno) és esmentada a l'acta de consagració de la Seu d'Urgell de l'any 839.
El lloc d'Adraén és esmentat en un document que data de l'any 835. Lluís el Pietós concedí la protecció i la immunitat al monestir de Sant Salvador de la Vedella. Els monjos d'aquest cenobi tenien propietats a Adraén.
En un document de l'any 1007 el comte Ermengol I d'Urgell fa una permuta d'alous en el terme de "Sancto Martino de Adragenne". L'any 1019 el bisbe Ermengol d'Urgell atorgà als habitants i clergues de Sant Martí d'Adraén exempcions relacionades amb els delmes que havien de satisfer a Santa Maria de la Seu d'Urgell. Al llarg del segle xi hi ha diverses notícies històriques referents a Sant Martí d'Adraén.
El lloc d'Adraén formava part dels dominis del vescomtat de Castellbó des de 1113. A inicis del segle xvi els Castellbó gaudien de tota la jurisdicció civil i criminal.
En el segle xviii la parròquia d'Adraén comprenia, a banda de l'església de sant Martí, l'església de Sant Vicenç de Banyeres, actualment ensorrada, i la capella de Sant Salvador, just al peu de la serra del Cadí. Actualment, l'església de Sant Martí d'Adraén depèn de la parròquia de Fórnols.